# 大门镇 (天水市)
大门镇，是中华人民共和国甘肃省天水市秦州区下辖的一个乡镇级行政单位。
2015年10月9日，甘肃省民政厅批复同意撤销大门乡，设立大门镇。

## 行政区划
大门镇下辖以下地区：
上街村、下街村、彭寨村、柴山村、关峡村、阴湾村、田于村、南山村、于山村、白寨村、穆河村、张湾村、高坪村、三合村、长官村、王沟村、袁寨村和郭陈村。